# 대한민국의 텔레비전 드라마
대한민국의 텔레비전 드라마는 대한민국에서 제작된 드라마로, 줄여서 한드라고도 불린다.

## 역사

### 초창기(1962년∼1964년)
KBS가 대한민국 TV 방송의 기초를 확립한 1962년에서 1964년까지는 《금요극장》 (이후 금요무대), 《일요극장》, 《연속사극》(連續史劇) 등 매주 2∼4편의 단막물 또는 연속 드라마가 방송되었는데, 이 무렵의 텔레비전 드라마의 주류는 30∼60분짜리의 단막물이었다. 5·16 군사정변 직후에 워낙 갑작스럽게 개척된 TV 방송이었으므로, 텔레비전 드라마 분야의 수요를 충족할 만한 전문 작가가 없었다. 그래서 영화 시나리오 또는 라디오 드라마 부문에서 활약하던 인기 작가 20여 명이 긴급 동원되어 연간 200편 내외에 이르는 이 무렵의 텔레비전 드라마를 분담 집필했다.
이들은 비록 텔레비전 고유의 메커니즘을 극작면(劇作面)에 충분히 활용하는 그런 기교는 미흡했을지 모르나, 개척자로서의 발랄한 의욕과 비슷한 장르에서의 확실한 소양(素養)으로써 대부분이 알맹이 있는 수준작(水準作)을 발표하였다. 그 중에서도 김희창(金熙昌)의 《구두창과 트위스트》는 그 후에도 여러 번 리바이벌해서 방송되었던 걸작이었고, 주태익(朱泰益)의 《결단》, 김영수(金永壽)의 《가족계획》, 한운사(韓雲史)의 《자유의 행방》 등도 하나같이 알뜰한 역작이었다. 한편, 1962년 여름에 황운진(黃雲眞) 연출로 방영된 김석야(金石野)의 《서울의 뒷골목》은 대한민국 최초로 등장한 연속 드라마일 뿐만 아니라, 텔레비전 드라마가 정착할 수 있는 하나의 영역으로서도 시사(示唆)하는 의의 깊은 것이었다.
이 밖에도 이서구(李瑞求), 최요안(崔要安), 조흔파(趙欣波), 하유상(河有祥), 이용찬(李容璨), 이근삼(李根三), 정소영(鄭素影), 이경재(李慶載), 이성재(李聖載), 임희재(任熙宰), 김동현(金東賢) 등이 각기 개성있는 작품을 발표했고, KBS의 텔레비전 방송국 현상모집에 입선한 신태순(申泰順)의 《빨강 풍선》, 황기용(黃基容)의 《종소리 사랑의 꽃을 피우다》, 신일석(辛一石)의 《흉어(凶漁)》도 기억에 남을 만한 가작이었다. 그리고 KBS가 개국 당시부터 탤런트 양성에 기울인 노력으로 많은 성과를 이뤘었으며, 텔레비전 드라마의 주역(主役)을 담당하고 했던 탤런트 최정훈, 박병호, 이완규, 최길호, 이우령, 김상순, 남일우, 김나영, 강부자, 김민자 등은 이 무렵 KBS에 의해서 발굴·양성된 연기자였다.

### 성장기(1965년∼1969년)
1964년 12월에 발족한 상업방송 TBC에서는 그 개국 프로의 하나로 한운사 작의 연속 드라마 《눈이 나리는데》를 황운진 연출로 주 2~3회씩 연속으로 방송하기 시작했는데, 이것은 대한민국에서는 처음 보는 일일 연속극이었다. 신문소설식으로 날마다 연속해서 방송하는 형태의 일일연속극은 시청자로 하여금 드라마의 스토리 전개를 쉽게 따라가게 하는 강점이 있고, 그만큼 많은 시청자의 흥미를 유지할 수 있음은 이미 일본에서도 실증된 바 있는 일이었다. 그러나 텔레비전 드라마 방송에는 대개 6∼15명의 연기자와 여러 명의 제작진이 동원되는 것이므로 종래의 KBS와 같은 생방송(生放送) 시스템으로서는 그러한 프로를 마련하기가 어려웠다.
TBC는 처음부터 녹화용(錄畵用) 기재를 확보하고 출발했기 때문에 비로소 일일연속극(뒤에는 매일 연속극으로 그 호칭이 바뀌었음)의 방송이 가능했다. 즉 몇 회분을 한꺼번에 녹화해 두었다가 그날 그날 필요한 부분을 방송함으로써, 매일같이 정해진 시간에 그 많은 인원을 동원해야 하는 어려움이 해결되었던 것이다. 다음 회에의 기대를 돋우며 20분 내외의 짤막한 방송으로 이어가는 이 연속 드라마는 취향이 다른 드라마를 다룰 만한 또 다른 여유를 마련해주는 것이므로, 될수록 폭넓은 시청층을 흡수함으로써 더 많은 스폰서로부터 더 많은 수입을 올리려는 상업방송에는 아주 적합한 드라마 형태였다. 따라서 TBC가 일일연속극에 쏟은 노력도 그만큼 과감할 수 있었다. TBC의 드라마 치중(置重)은 이윽고 우리의 텔레비전 드라마계에 하나의 붐을 형성시켰다. 작가는 집필에 쫓기고, 주연급 탤런트의 부족을 메우기 위해 영화배우의 동원이 유행하고, 시청자는 또 다른 드라마 프로를 찾아 다이얼을 자주 돌리는 풍경이 흔해진 것이다.
초창기에 활약한 작가들은 이제 본격적으로 텔레비전 드라마에 정착하였고, 신봉승(辛奉承), 유호(兪湖), 윤혁민(允赫民), 이남섭(李南燮), 이철향(李哲鄕), 박조열(朴祚烈), 서윤성(徐允成), 전범성(田凡成), 김민부(金敏夫), 조남사(趙南史), 추식(秋湜) 등이 또한 텔레비전 드라마 창작 대열에서 활동을 벌였다. 이들은 홈드라마·멜로드라마·코미디·역사극·스릴러 등의 연속물·단막물·시리즈 드라마 등 온갖 스타일과 소재(素材)를 동원하여 수많은 작품을 발표하였다. 이 기간의 주류를 이룬 것은 역시 TBC의 일일연속 멜로드라마였고, KBS의 ‘실화극장’ 시리즈가 이에 버금가는 시청률을 차지했다. TBC는 개국 초부터 김동훈, 김성옥, 김순철, 이낙훈, 이순재, 오현경, 정해창, 안은숙, 나옥주, 최난경, 조희자, 윤소정 등의 주역급 탤런트진을 확보했기 때문에 숙련된 연기가 요구되는 멜로드라마로 많은 시청층을 유지하기에 어렵지 않았다.
한편, KBS의 ‘실화극장’은 1964년 김동현의 《아바이 잘가오》로 시작한 시리즈로, 반공 실화를 소재로 하는 단막 드라마였으나 1965년부터는 주간 연속극으로, 1973년 《노동당》부터는 일일연속극으로 전환한 장수 프로이다. 이 프로는 또 드라마 주역에 영화계의 주연급 배우들이 거의가 한 번씩은 동원되어 온 사실로서 그 특색의 하나를 이루기도 했다. 신봉승, 김동현, 김강윤(金剛潤) 등이 교대로 집필하는 ‘실화극장’ 시리즈는 65년의 《사화산(死火山)》, 66년의 《스타베리 김》, 67년의 《돌무지》 《제3지대(第三地帶)》, 68년의 《250조》 《그림자》, 69년의 《지령 3호》, 70년의 《악마의 손》, 《노동당》 등이 성공적이었고, 77년 말에는 유럽 현지 로케로 된 《유럽특급》이 방송되었다.
1966년 3월에는 KBS도 VTR 기재(機材)를 도입하여 주 4회의 드라마 방송이 고작이던 종래의 핸디캡을 극복하였다. 또한 1969년 8월에 개국한 또 하나의 상업방송 MBC가 컬러텔레비전 방송도 가능한 최신형 기재를 갖추고 출발하였다. 그리고 개국 프로그램으로 《태양의 연인들》(차범석 극본, 표재순 연출), 한운사의 《아빠의 얼굴》, 유호의 《초설(初雪)》 등이 매일·주간 연속극과 단막물로 방송되었다. 이러한 텔레비전 드라마 부문에의 의욕을 보인 것들은 모두 우리의 텔레비전 드라마계에 여러 가지 의미로서의 새로운 계기를 이룬 사실들이었다.
그리고 초창기에는 황운진, 이기하(李基夏), 김동혁(金東赫), 고성원(高聖源), 정일몽(鄭一夢) 등의 극히 적은 인원이 담당하던 연출진에, 새로이 박재민(朴宰民), 이재춘(李在春), 유길촌(柳吉村), 허규(許圭), 김재형(金在衡), 이남섭, 김상봉, 임학송(林鶴松), 표재순(表在淳), 나영세(羅英世), 독고중훈(獨孤重勳), 이효영(李孝英), 전세권(全世權), 이윤희(李潤熙) 등이 참가 활동한 것도 이 기간의 성황을 나타내는 기록의 하나가 되어 준다. 한편, 한일간 국교정상화 이후에 급격히 증가한 극중 일본인 등장인물들의 대사 처리(臺詞處理)에 있어서, 그 지나친 일어 사용이 비판이 된 것도 이 무렵의 일이다.

### 개화기(1970년∼1972년)
국영 KBS와 민영 TBC, MBC의 3개 TV국이 각각 폭넓은 시청층의 확보와 높은 시청률의 유지를 노려 과열경쟁을 벌였다고도 할 수 있는 이 기간에, 한국 텔레비전 드라마는 실로 백화난만한 화원을 이루기에 이르렀다. 그러나 난만한 꽃밭이 과연 그 빛깔에 어울리는 향기를 지녔는가, 그리고 장차의 알찬 결실을 안심하고 기대할 만한 꽃송이들이었는가에는 의문이 남는다. 그런 문제야 어쨌든, 이 기간에 나타난 특징의 하나는 대하물(大何物)의 등장과 그 유행이다.
1970년 봄 고성원의 연출로 TBC에서 방송되기 시작한 임희재의 《아씨》는 당초에 100회 정도로 끝낼 예정의 일일연속극이었다. 구한말(舊韓末)부터 1·4후퇴에 이르는 최근세(最近世)에 갖는 파란과 고난 속에서 울며 견디며 살아온 여주인공의 이야기를 엮은 이 드라마는 공전의 시청률을 기록하면서 롱런을 계속한 끝에 252회로 막을 내렸다. 그리고 1972년 봄에 시작한 KBS의 연속 드라마 이남섭 작·연출의 《여로》 또한 211회라는 기록을 세우면서 이땅에 다시금 연속 드라마 붐을 일으켰다. 시리즈물이 아닌 독립된 드라마로서 이처럼 놀라운 기록을 세울 수 있었음은 우선 비범한 작가의 역량(力量)의 소산이기도 하겠지만, 그동안 지나치게 외래풍(外來風)이 범람한 멜로드라마에 식상(食傷)했던 시청층의 반향도 그 원인의 일부로 지적되고 있다.
대하물 스타일의 복고조(復古調) 멜로드라마는 이 밖에도 김내성 원작, 이철향 각색의 《청춘극장》, 사유선(史有善)의 《형제》를 비롯하여, KBS의 《임진왜란》, TBC의 《사모곡(思母曲)》 등으로 계속됐으나 흥미본위에 치우쳐 시청률을 의식, 민족사관을 정립하는데 중점을 두기보다는 궁중 일변도의 애정갈등, 정권쟁탈을 둘러싼 권모술수를 조명하여 바람직하지 못한 경향이 짙었다. 이 기간에 성공한 연속 드라마로는 조남사의 《정(情)》, 김동현의 《아버지》, 이서구의 《장희빈》, 차범석의 《물레방아》, 한운사의 《아버지와 아들》, 김지헌(金志軒)의 《길》, 안수길 원작, 김영수 각색의 《북간도(北間島)》, 유호의 《사슴아가씨》 등 그 수가 많다. 또한 기억에 남는 작품으로는 서윤성의 《통곡의 종》, 남지연(南芝鳶)의 《외아들》, 이근삼의 《꽃집 아줌마》, 김영수의 《문》, 오재호(吳在昊)의 《내코가 석자》, 심영식(沈英植)의 《첫 남자》, 박조열의 《무지개 가족》 《개미가족》, 이용찬의 《두 얼굴》 등이 있다. 그리고 MBC의 개국기념 80만원 고료 작품으로 당선된 《역풍》과 200만원 고료 당선작인 《임꺽정(林巨正)》도 의욕에 넘치는 역작으로 알려져 있다.
또한 이 기간에 뚜렷하게 나타난 현상의 하나는 시추에이션 드라마의 시청률의 꾸준한 유지이다. MBC의 백승한(白承漢)작 《부부만세》는 700회를 넘으면서도 여전히 많은 시청자들을 사로잡았고, TBC의 이성재·이철향 등 집필의 《여보 정선달》, KBS의 윤혁민·이희우 등의 《1통 2반 3번지》 등이 모두 기대했던 이상의 성공을 거두었다. 그리고 KBS의 《개화백경(開花百景)》(곽일로 작)과 《고전 시리즈》도 공기(公器)인 텔레비전 방송의 사명을 돋보이게 하는 훌륭한 작품들이며, 《고전 시리즈》의 하나인 《한중록(恨中錄)》은 126회라는 롱런기록을 수립했던 점에서도 기록에 남을 것이다. 이 밖에도 김민부·김종달(金鍾達) 등의 신인작가가 매회 교대해서 집필한 《서울의 하늘 밑》, 윤혁민·박조열·나연숙(羅蓮淑) 등의 《꽃동네 새동네》, 이남섭의 《아들낳고 딸낳고》, 백승찬의 《구두쇠 아빠》, 여러 작가가 공동집필하는 《수사반장》 등도 모두 시추에이션 드라마로서 시청자들의 호평을 받았고, 《꽃동네 새동네》는 AFKN－TV에도 중계된 바 있다.
그리고 이 기간 텔레비전 드라마를 통해 그 연기를 빛낸 연기진으로는 김희준, 장욱제, 최불암, 노주현, 신구, 전운, 윤여정, 오지명, 최경자, 유하나, 태현실, 홍세미 등이 있다. 이 밖에 1970년 초 3개 TV국 사이에 탤런트 스카우트의 실랑이가 벌어졌고, 1971년 2월 TBC가 탤런트의 전속계약 제도를 채택한 일, 1970년 1월 MBC에서 김동현 작 《암살(暗殺)》의 제작에 있어서 대한민국에서 처음인 야외 녹화를 했던 일, 1971년 8월 KBS가 동시 녹음을 시작한 일, 1970년 5월 MBC에서 방송된 이철향 작, 이재춘(李在春) 연출의 《옥녀(玉女)》 제작 때에는 단 3명의 출연자와 하나의 세트로서 8회분의 녹화가 가능했던 일 등은 모두 기억될 만하다.
드라마의 예술성보다도 그 흥행성을 중시한 나머지 판매율이 무난한 멜로드라마에 지나치게 쏠린 경향이며, 그와 같은 안이한 제작 태도는 작가의 도덕 감각마저 의심될 정도로 불건전, 치졸(稚拙)한 타작(馱作)까지도 브라운관을 통해 연출하기를 서슴지 않았다. 101회를 넘어 연속되던 《개구리 남편》이 시청자들의 비난 때문에 도중에서 막을 내린 일, 인기 있는 몇몇 탤런트의 경우 한꺼번에 5편 이상의 드라마에 겹치기로 출연할 만큼 알려진 얼굴에만 주역을 맡기려는 경향이 조장된 사실 등도 그것이 텔레비전 드라마의 앞날에 미치는 영향이나 나타날 징후(徵候)의 어떠함을 떠나서, 지금 성황을 구가하는 우리 텔레비전 드라마계에 각각 의미깊은 자국을 남기고 있음을 부인할 길이 없다.

### 변혁기(1973년~1979년)
1973년 7월 문화공보부는 각 방송국에 일일연속극의 방영 횟수를 감축해 주도록 요청했다. 이에 따라 각국은 조정에 나섰으나 뚜렷한 변화는 보이지 않았다. 이 해에 방영된 드라마 가운데 기록에 남을 만한 것은 KBS의 경우 1월 1일부터 방영된 《파도》(곽일로 극본, 김연진 연출), 사극 《세종대왕》, 실화극장의 《구룡반도》, 일요사극 《신사임당》 등이다. 신년 벽두에 방영을 시작한 《파도》는 드라마의 성공과 함께 신인 탤런트 이효춘(李孝春)을 일약 스타로 만들었다. TBC의 경우 일일연속극 《달래》(김자림 작 나영세 연출), 토요드라마 《두 나그네》, MBC 일일연속극 《한백년》(이철향 작, 유흥렬 연출), 《민비》 등을 이 해의 문제작으로 꼽을 수 있다.
1974년은 또한 대형 정책 드라마가 등장하여 성공한 해이다. 1974년 방영된 MBC의 주요드라마로 《강남가족》(김수현 극본·표재순 연출) 《수선화》(김수현 극본·유흥렬 연출)가 있으며, 이것은 1972년 《새엄마》(411회 방영)로 등장한 작가 김수현의 작품으로 일일연속극의 새로운 형식으로 각광을 받았다. 《수선화》는 탤런트 김자옥을 스타덤으로 올려놓은 작품이다. TBC의 경우는 일일연속극 《꽃네》(김자림 극본·황은진 연출), 《윤지경》 등이 있다.
1975년은 전년도에 이어 일일연속극에 대한 사회 각계의 비판이 고조된 해이다. 이에 따라 MBC의 《안녕》이 퇴폐풍조라는 비난을 받아 방영이 중단되기도 하였지만, 좋은 작품도 많이 개발하여 방영하였다. 주간연속극 《수사반장》, 1975년도 방송대상(放送大賞) 대통령상 수상작품인 《신부일기》가 이 해의 작품이다. 또 다른 주요 드라마로는 일일극 《집념》(이은성 극본)이다. 1975년 9월에 시작되어 143회까지 계속된 이 프로는 1975년 한국연극영화상 TV부문 극본상을 수상하였다. 1975년 TBC도 일일연속극 《옥피리》(신봉승 극본, 김재형 연출), 주간극 《형사》 등 4편을 새로이 선보였다. 1975년 KBS의 주요 드라마는 6·25 특집극 《어느 한국인》(이상현 극본), 《전우》 등이 있다. 특히 《전우》는 일선에서 직접 녹화함으로써 현장감을 살렸고, 청소년층에 좋은 반응을 얻은 작품이다. KBS는 야외촬영반을 동원하여 경향 각지를 순회하면서 경제발전상을 드라마화하였다. 영화의 인기를 그대로 받아서 올스타 캐스팅의 《꽃피는 팔도강산》(윤혁민 극본, 김수동 연출)이 4월에 그 막을 올렸다. 이것은 정책프로그램이었는데도 높은 시청률을 유지하면서 398회를 방영하였다.
1976년도에도 TV 각국간의 시청률 경쟁은 일일 및 주간 연속 드라마를 둘러싸고 치열하게 지속되었는데, KBS는 점차로 이러한 경쟁대열에서 빠져나가려는 경향을 보였다. 1976년도의 주요 드라마는 TBC의 경우 《별당 아씨》(신봉승 극본, 김재형 연출)와 《맏며느리》, MBC의 《여고 동창생》(김수현 극본, 이효영 연출), 《엄마의 얼굴》(박정란 극본, 정문수 연출), 《들장미》(김자림 극본, 박철 연출), KBS의 《아버지와 딸》, 《전천후 사나이》, 《타향》 등이 있다. 특히 특집극 내지 단막극이 KBS의 경우에 두드러졌는데, 6·25 특집극으로 《어느 한국인》(이상현 극본, 김홍종 연출)은 야심작으로 호평을 받았으며, 이 해 방송대상 국무총리상을 수상하였다.
1977년에 들어서자 각국은 드라마의 수준향상과 방향전환을 모색하는 노력을 보이기 시작했다. 드라마의 대형화에 관심을 기울이고 또 단막극의 중요성을 인식하여 일일연속극에 의한 이미지 악화를 축소시키려 하였다. 이 해의 주요 일일연속극은 TBC의 《외동딸》, MBC의 《당신》(김수현 극본, 이효영 연출) 등이 있다. 한편 KBS는 일일연속극 1편을 줄이고 새로운 형식의 5부작 시스템을 도입하여 연속극을 주 단위로 묶었다. 5부작은 평균적으로 호평을 받았는데, 특히 좋았던 작품으로 8·15 특집극 《나루터 3대》(한운사 극본, 임학송 연출)는 기록에 남겨도 좋을 것이다. 이 해의 작품으로 기록에 남길 만한 것은 대부분 단막극에서 나왔다. TBC의 프로에서 《부부》 《등대지기》(나연숙 극본, 곽영범 연출), MBC의 《제3교실》, KBS의 일요사극 《맥(脈)》과 ??의 작품 등이 그들이다. 특히 KBS의 5부작 형식은 사회적 비판의 대상이 되고 있는 일일연속극을 지양하기 위한 시도로서 좋게 평가되고 있으며, 현재의 TV드라마 추세는 대형화·단막극화 등으로 종합할 수 있다.

### 1980년~1989년
KBS 1TV에서 방영되었던 《이산가족을 찾습니다》가 국민적으로 큰 반향을 일으키자 그 벅찬 감개를 묶은 드라마 《남매》가 일일연속극으로 방영되었다. 프로그램 시작 때부터 높은 인기를 누렸던 《전설의 고향》은 일요일 저녁으로 옮겨 시청층의 폭을 더욱 넓히고 여전히 높은 인기를 유지하였다. 본격적인 미스터리 드라마인 《추리극장》을 편성하여 정착시킴으로써 TV 드라마의 새로운 영역을 개척하였다는 평가를 받았으며, 미스터리 터치의 목금드라마 《안개》가 화제를 불러일으키면서 방영되었다. 또한 경제드라마로 박병우 극본, 김인경 연출의 《북청물장수》는 성인들의 끈질긴 생활력과 높은 교육열을 극화하여 현대를 사는 우리들에게 교훈을 준 작품이라 할 수 있다. 김주영·김향명·이철향 극본의 《객주》는 조선말엽 보부상들의 상업정신과 생활을 통해서 우리 민족자본 형성과정을 조명한 작품이었다.
화목한 가정에서 일어나는 매일매일의 흐뭇한 이야기를 그린 시추에이션 형식의 《엄마는 바빠요》와 뒤를 이어 엄격한 가정에 6명의 아가씨가 하숙생으로 들어와 매일매일 일어나는 이야기를 그린 《금남의 집》이 인기를 얻었다. 양인자 극본, 곽영범 연출의 《청춘일기》는 1983년 9월 26일에 첫 방영하여 10월 27일에 종영함으로써 일일드라마의 최단명 프로그램이 되고 말았다. 특별히 지역드라마를 기획편성하여 그 첫 신호탄으로 박조열 극본, 최상현 연출의 《갈매기 처녀》를 18회에 걸쳐 방송함으로써 지방시대를 여는 준비작업을 마쳤다. 주간연속극으로는 유지인, 노주현, 김세윤 주연의 《여자의 강》(박정란 극본)이 직장에 다니는 아내와 실업자인 남편, 그리고 독신사장과의 삼각관계를 그린 드라마로 인기를 얻었으며, MBC에서는 《전원일기》가 80년 방송대상 국무총리상을 받는 쾌거를 이룩했고, 코믹터치 홈 드라마인 《백년손님》이 인기를 끌었으며, 81년에는 시비가 끊이지 않았던 아침드라마 《포옹》이 이미숙·이덕화·김보연·김영애의 스타 시스템에 힘입어 102회까지 방영되었고, 강원도 산골학교에서 서울로 부임해온 선생님을 중심으로 한 교육현장의 이야기인 《호랑이 선생님》이 어린이들의 사랑을 받았다.
1982년에는 일일드라마 《시장사람들》, 《여인열전》의 《황진이》 편이 이미숙의 열연으로 인해 장안의 화제가 되었다. 주말연속극으로는 한 여인과 두 청년의 애정의 갈등을 그린 정애리·이덕화 주연의 《못잊어》가 인기리에 방영되었다. 1983년에는 아침드라마 《새댁》과 최초의 스포츠 드라마인 유인촌·최지원 주연의 《갈채》가 젊은이들의 반응을 얻었으며, 고아소녀의 30년 발자취를 다큐멘터리 터치로 엮은 《간난이》가 아역배우들의 연기력에 힘입어 인기를 모았다. 또한 베스트셀러 극장이 《백색인간》을 시작으로 하여 《지빠귀 둥지속의 뻐꾸기》로 257회까지 방영되었다.
1984년에는 최초의 해외로케이션으로 MBC 드라마사상 공전의 히트를 기록한 김수현 극본, 박철 연출, 정애리·원미경·임채무·이덕화 주연의 《사랑과 진실》이 방영되었다. 재혼가정의 문제와 그 극복과 정을 그린 《엄마의 방》이 85년의 주간연속극이었으며 《억새풀》은 광복 후 40년의 현대사를 추적한 대하드라마였다. 1986년에는 《조선왕조 500년》의 제6, 7화가 방영되었으며 최인호 원작의 《불새》가 1987년의 첫 번째 미니시리즈로 제작되었다. 김수현 극본의 《사랑과 야망》이 이덕화·남성훈·차화연 주연으로 방영되어 김수현 신드롬을 낳기도 했다.
1988년에는 사랑을 출세의 수단으로 치부하는 현세대의 윤리를 되짚어 본 박정란 극본, 박철 연출, 김희애·이휘향·박영규 주연의 《내일 잊으리》가, 《조선왕조 500년》 제8화 《인현왕후》, 제9화 《한중록》이 방영되었다. 미니시리즈도 계속 제작되어 89년엔 주찬옥 극본, 황인뢰 연출, 문성근·정동환·신애라 주연의 제33편 《천사의 선택》을 시작으로 35편까지 제작되었다.

### 1990년~1994년
1990년은 미니시리즈의 해라고 해도 과언이 아닐 만큼 많은 수작이 나왔고 그만큼 인기도 끌었다. 6·25직후 겪는 휴먼드라마인 제36편 《마당 깊은 집》을 시작으로, 김희애·하희라 주연의 제37편 《여자는 무엇으로 사는가》, 산업화에서 소외된 채 황폐해가는 농어촌 문제를 비판한 김원석 극본, 박복만 연출, 연규진·신신애·황신혜 주연의 제39편 《똠방각하》가 주목을 끈 작품이었다. 수목드라마로 널리 인기를 모은 《그 여자》는 도시와 농촌남녀의 결혼을 통해 가족의 의미를 조명한 드라마였다. 주말연속극으로는 6·25를 전후한 질곡의 세월을 여덟 살짜리 꼬마를 통해 본 《몽실언니》가 세간의 인기를 모았다.
1991년에는 대하드라마 《땅》이 빈부격차로 얼룩진 현실을 조명하였으며, 이병주 원작의 《행복어사전》이 미니시리즈 제46편으로 제작되어 장래가 촉망되는 잡지사 기자를 통해 삶의 목표를 추구해 나가는 젊은이들의 가치관을 최수종·배종옥·이응경 주연으로 엮어냈다. 시아버지와 막내며느리가 펼치는 코믹드라마인 《까치 며느리》는 수목드라마로, 대가족의 훈훈한 사랑과 갖가지 해프닝을 코믹터치로 그린 박정화 극본, 장두익 연출, 견미리, 최유라, 김무생 주연의 《무동이네 집》이 토요 가정드라마로 선보였고, 《고개숙인 남자》와 박진숙 극본, 장수봉 연출, 고두심·정혜선·김희애 주연의 《산너머 저쪽》이 인기리에 방영되었다. 1994년도에는 사극 《한명회》가 방영되었다.

### 도약기(1995년~2005년)

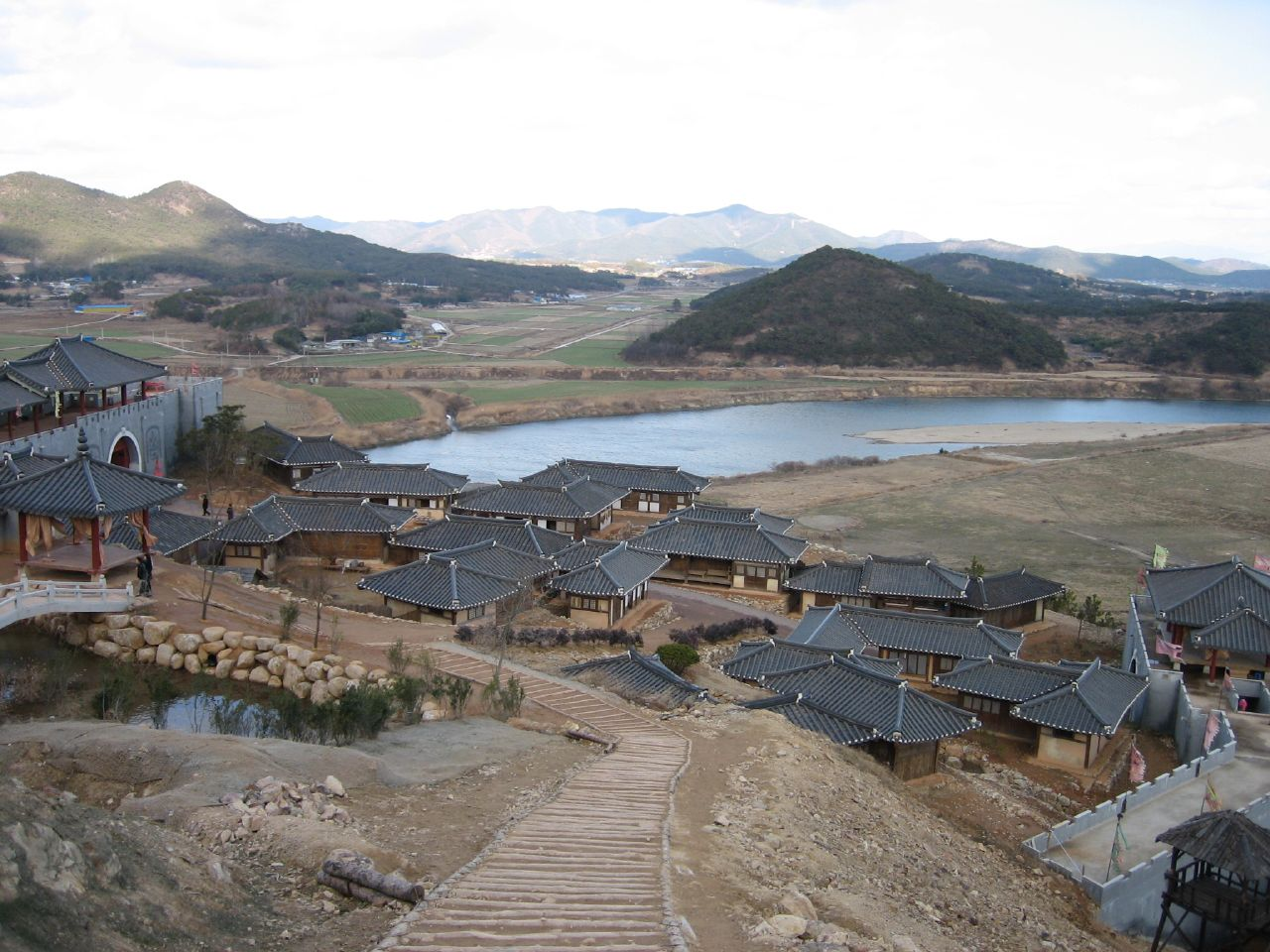
문화방송 사극 촬영지인 용인대장금공원

도약기 시절에는 《서궁》, 《용의 눈물》, 《허준》,《왕과 비》, 《태조 왕건》, 《제국의 아침》,  《대장금》,《무인시대》 등이 방영되었으며 그래서 사극(대하드라마)의 전성기로 보여주면서, 2000년 하반기에 방영된 KBS 2TV 월화 드라마 '가을동화'가 국내 제작 드라마 중 유일무이하게, 사계절을 소재로 한 휴먼 멜로 드라마의 전성기로서, 한류 붐을 일으킨 반면, 2004년 하반기에 방영된 KBS 2TV 월화 드라마 '미안하다, 사랑한다'의 경우, 해외 입양이라는 비극적인 소재를 모티브로 하여, 수 많은 시청자들의 심금을 울리기 위한 무거운 주제 의식을 갖춘 휴먼 멜로 드라마로, 세간의 큰 이목을 끌었던 화제작으로 꼽힌다.

### 2006년~현재
2006년 이후로는 다양한 장르의 드라마들이 방영되고 있다. 지난 2007년 상반기에 방영한 SBS의 수목미니시리즈인 '쩐의 전쟁'이 황금만능주의와 한탕주의에 빠진 사회적 세태를 강도 높게 비판한 서스펜스 드라마로 세간에 큰 주목을 받은 이후에, 싸이언스픽션, 메디컬, 코미디, 스릴러, 서스펜스, 스포츠까지 각기 다양한 장르의 드라마가 방영되었으며, 2010년대 초중반에 웹 드라마가 등장하고, 2019년 하반기에 방영된 SBS 금토 드라마 '스토브리그'의 경우, 프로야구 정규 시즌이 끝난 휴식기를 배경으로 하여, 시청자 정서에 제대로 잘 어울리는 스포츠 드라마로 선풍적인 인기를 끌면서, 시청률 1위를 기록하는 기염을 토해냈다. 2020년대 들어서 OTT 서비스에 오리지널 프로그램의 드라마 작품이 늘어났다.

## 같이 보기
- 대한민국의 텔레비전 드라마 목록
- 한류
- 대한민국의 영화